# Taguahelix delicatula
Taguahelix delicatula är en snäckart som först beskrevs av Powell 1955.  Taguahelix delicatula ingår i släktet Taguahelix och familjen punktsnäckor. Inga underarter finns listade i Catalogue of Life.